# Conio.h
conio.h یک هدرفایل غیراستاندارد سی است که بیشتر در کامپایلرهای ام‌اس-داس برای فراهم‌کردن امکانات ورودی/خروجی در کنسول استفاده شده‌است. conio.h جزء هیچ یک از کتابخانه استاندارد سی، آنسی سی و پازیکس نیست.
توابع عضو
- kbhit - اگر یک کلید فشرده شد مشخص می‌شود.
- getch - یک نویسه را از کنسول بدون بافر و بدون اکوکردن می‌خواند.
- getche - یک نویسه را از کنسول بدون بافر ولی با اکوکردن می‌خواند.
- ungetch - نویسه را به بافر کیبورد برمی‌گرداند.
- cgets - یک رشته را از مستقیماً از کنسول می‌خواند.
- cscanf - مقادیر قالب‌بندی‌شده را از کنسول می‌خواند.
- putch - یک نویسه را مستقیماً در کنسول می‌نویسد.
- cputs - یک رشته را مستقیماً در کنسول می‌نویسد.
- cprintf - مقادیر را قالب‌بندی کرده و مستقیماً آن‌ها را در کنسول می‌نویسد.
- clrscr - صفحه را پاک می‌کند.

همچنین در کامپایلر بورلند توربو سی++ gotoxy به منظور انتقال مکان‌نمای خط فرمان استفاده می‌شده است.